# Tillståndsstorhet
Tillståndsfunktion eller tillståndsstorhet är inom termodynamiken en kvantitet för ett systems tillstånd (inom statistisk mekanik, m.m.) som relaterar flera tillståndsvariabler eller tillståndskvantiteter (som beskriver jämviktstillstånd i ett system) som endast beror på det aktuella termodynamiska jämviktstillståndet av systemet (till exempel gas, flytande, fast, kristall eller emulsion), inte vägen som systemet har tagit för att nå det tillståndet. En tillståndsfunktion beskriver jämviktstillstånd i ett system, och beskriver därmed också typen av system. En tillståndsvariabel är vanligtvis en tillståndsfunktion så bestämningen av andra tillståndsvariabelvärden vid ett jämviktstillstånd bestämmer också värdet av tillståndsvariabeln som tillståndsfunktionen i det tillståndet. Ideala gaslagen är ett bra exempel. I denna lag är en tillståndsvariabel (till exempel tryck, volym, temperatur, entalpi eller mängden ämne i ett gasformigt jämviktssystem) en funktion av andra tillståndsvariabler och betraktas därför som en tillståndsfunktion. En tillståndsfunktion kan också beskriva antalet av en viss typ av atomer eller molekyler i gasform, flytande eller fast form i en heterogen eller homogen blandning, eller mängden energi som krävs för att skapa ett sådant system eller ändra systemet till ett annat jämviktstillstånd.
Intern energientalpi och entropi är exempel på tillståndskvantiteter eller tillståndsfunktioner eftersom de kvantitativt beskriver ett jämviktstillstånd för ett termodynamiskt system, oavsett hur systemet har kommit till det tillståndet. Däremot är mekaniskt arbete och värme processkvantiteter eller  vägfunktioner eftersom deras värden beror på en specifik "övergång" (eller "väg") mellan två jämviktstillstånd som ett system har tagit för att nå det slutliga jämviktstillståndet. Värme (i vissa diskreta mängder) kan beskriva en tillståndsfunktion som entalpi, men i allmänhet beskriver den inte riktigt systemet om det inte definieras som tillståndsfunktionen för ett visst system, och således beskrivs entalpi av en mängd värme. Detta kan även gälla entropi när värme jämförs med temperatur.

## Historik
Det är troligt att termen "tillståndsfunktioner" användes i en lös betydelse under 1850- och 1860-talen av sådana som Rudolf Clausius, William Rankine, Peter Tait och William Thomson, men på 1870-talet hade termen fått sin egen användning. I sin artikel från 1873 "Graphical Methods in the Thermodynamics of Fluids", säger Willard Gibbs: "Mängderna v, p, t, ε, och η bestäms när kroppens tillstånd ges, och det kan vara tillåtet att kalla dem funktioner i kroppens tillstånd."

## Översikt
Ett termodynamiskt system beskrivs av ett antal termodynamiska parametrar (till exempel temperatur, volym eller tryck) som inte nödvändigtvis är oberoende. Antalet parametrar som behövs för att beskriva systemet är dimensionen av systemets tillståndsutrymme (D). Till exempel är en monoatomisk gas med ett fast antal partiklar ett enkelt fall av ett tvådimensionellt system (D=2). Varje tvådimensionellt system specificeras unikt av två parametrar. Att välja ett annat par parametrar, såsom tryck och volym istället för tryck och temperatur, skapar ett annat koordinatsystem i tvådimensionellt termodynamiskt tillståndsrum men är i övrigt ekvivalent. Tryck och temperatur kan användas för att hitta volym, tryck och volym kan användas för att hitta temperatur, och temperatur och volym kan användas för att hitta tryck. Ett analogt uttalande gäller för högre dimensionella utrymmen, som beskrivs av tillståndspostulatet.
I allmänhet definieras ett tillståndsutrymme av en formekvation {\displaystyle F(P,V,T,\ldots )=0} där P betecknar tryck, T betecknar temperatur, V betecknar volym, och ellipsen betecknar andra möjliga tillståndsvariabler som partikelantal N och entropi S. Om tillståndsutrymmet är tvådimensionellt som i exemplet ovan, kan det visualiseras som en tredimensionell graf (en yta i tredimensionell rymd). Emellertid är axlarnas etiketter inte unika (eftersom det finns fler än tre tillståndsvariabler i detta fall), och endast två oberoende variabler är nödvändiga för att definiera tillståndet.
När ett system ändrar tillstånd kontinuerligt, spårar det en "väg" i tillståndsutrymmet. Vägen kan specificeras genom att notera värdena för tillståndsparametrarna när systemet spårar vägen, antingen som en funktion av tiden eller en funktion av någon annan extern variabel. Att till exempel ha trycket P(t) och volymen V(t) som funktioner av tiden från tidpunkten t0 till t1 kommer att specificera en väg i tvådimensionellt tillståndsrum. Vilken tidsfunktion som helst kan sedan integreras över banan. Till exempel för att beräkna det arbete som utförs av systemet från tidpunkten t0 till tiden t0, beräkna
{\textstyle W(t_{0},t_{1})=\int _{0}^{1}P\,dV=\int _{t_{0}}^{t_{1}}P(t){\frac {dV(t)}{dt}}\,dt}.
För att beräkna arbetet W i ovanstående integral måste funktionerna P(t) och V(t) vara kända vid varje tidpunkt t över hela vägen. Däremot beror en tillståndsfunktion endast på systemparametrarnas värden vid vägens slutpunkter. Till exempel kan följande ekvation användas för att beräkna arbetet plus integralen av V dP över vägen:
{\displaystyle {\begin{aligned}\Phi (t_{0},t_{1})&=\int _{t_{0}}^{t_{1}}P{\frac {dV}{dt}}\,dt+\int _{t_{0}}^{t_{1}}V{\frac {dP}{dt}}\,dt\\&=\int _{t_{0}}^{t_{1}}{\frac {d(PV)}{dt}}\,dt=P(t_{1})V(t_{1})-P(t_{0})V(t_{0}).\end{aligned}}}
I ekvationen, {\displaystyle {\frac {d(PV)}{dt}}dt=d(PV)} kan uttryckas som den exakta differentialen för funktionen P(t)V(t). Därför kan integralen uttryckas som skillnaden i värdet av P(t)V(t) vid integrationens slutpunkter. Produktens PV är därför en tillståndsfunktion i systemet.
Notationen d kommer att användas för en exakt differential. Med andra ord kommer integralen av dΦ att vara lika med Φ(t1) − Φ(t0). Symbolen δ kommer att reserveras för en inexakt differential, som inte kan integreras utan fullständig kunskap om vägen. Till exempel kommer δW = PdV att användas för att beteckna en oändligt liten ökning av arbete. 
Tillståndsfunktioner representerar kvantiteter eller egenskaper hos ett termodynamiskt system, medan icke-tillståndsfunktioner representerar en process under vilken tillståndsfunktionerna förändras. Tillståndsfunktionen PV är till exempel proportionell mot den interna energin hos en ideal gas, men arbetet W är mängden energi som överförs när systemet utför arbete. Intern energi är identifierbar och är en speciell form av energi. Arbete är mängden energi som har ändrat sin form eller plats.

## Lista över tillståndsfunktioner
Följande anses vara tillståndsfunktioner inom termodynamik:
- Massa
- Energi (E)
  - Entalpi (H)
  - Intern energi (U)
  - Gibbs fria energi (G)
  - Helmholtz fria energi (F)
  - Exergi (B)
- Entropi (S)
- Tryck (P)
- Temperatur (T)
- Volym (V)
- Kemisk sammansättning
- Tryckhöjd
- Specifik volym (v) eller dess reciproka densitet (ρ)
- Partikelantal (ni)